# Patrick Copland (philanthrope)
Pour les articles homonymes, voir Patrick Copland.
Patrick Copland, né en 1572 à Aberdeen en Écosse, et mort en 1651, est un philanthrope.

## Biographie
Il est le fils de John Copland, un marchand à Édimbourg. Il était scolarisé à la grammar school à Aberdeen et au Marischal College dans la même ville. Il devient pasteur en 1612 à la East India Company et a tenté de réconcilier l'entreprise britannique avec sa rivale néerlandaise.